# 半田郵便局
半田郵便局（はんだゆうびんきょく）
- 愛知県半田市にある郵便局。本記事にて記述する。
- 徳島県美馬郡つるぎ町にある郵便局。局番号は62056。
- 福島県伊達郡桑折町にある郵便局。局番号は82413。

半田簡易郵便局（はんだかんいゆうびんきょく）
- 兵庫県たつの市にある簡易郵便局。局番号は43879。

半田郵便局（はんだゆうびんきょく）は、愛知県半田市にある郵便局。民営化前の分類では集配普通郵便局であった。

## 概要
住所：〒475-8799 愛知県半田市東洋町1-5-2

## 沿革
- 1876年（明治9年）4月10日 - 半田郵便局（五等）として開設[1]。
- 1879年（明治12年）6月 - 半田村ノ内半田郵便局に改称。同年8月1日より為替取扱を開始。
- 1881年（明治14年）4月10日 - 貯金取扱を開始。
- 1882年（明治15年）12月 - 半田郵便局に改称。
- 1891年（明治24年）10月1日 - 半田郵便電信局となる。
- 1903年（明治36年）4月1日 - 通信官署官制の施行に伴い半田郵便局となる。
- 1956年（昭和31年）3月1日 - 風景入通信日付印の使用を開始[2]。
- 1993年（平成5年）7月1日 - 外国通貨の両替および旅行小切手の売買に関する業務取扱を開始。
- 1995年（平成7年）9月18日 - 半田市御幸町から同市東洋町一丁目に移転。
- 2007年（平成19年）2月12日 - 阿久比郵便局および武豊郵便局からそれぞれ「470-22xx」「470-23xx」区域の集配業務を移管[3]。
- 2007年（平成19年）10月1日 - 民営化に伴い、併設された郵便事業半田支店に一部業務を移管。
- 2012年（平成24年）10月1日 - 日本郵便株式会社発足に伴い、郵便事業半田支店を半田郵便局に統合。

## 取扱内容
- 郵便、印紙、ゆうパック、内容証明
- 貯金、為替、振替、振込、国際送金、外貨両替・トラベラーズチェック、国債、投資信託
- 生命保険、バイク自賠責保険、自動車保険、変額年金保険、がん保険、引受条件緩和型医療保険
- ゆうちょ銀行ATM
- 「475-00xx」「475-08xx」「475-09xx」区域（半田市の全域）、「470-22xx」区域（知多郡阿久比町の全域）、「470-23xx」「470-25xx」区域（知多郡武豊町の全域）の集配業務
- ゆうゆう窓口

## 周辺
- 半田市役所
- 半田市立さくら小学校
- 中部電力パワーグリッド半田電力センター
- 半田勤労福祉会館
- MIZKAN MUSEUM
- 国道247号
- 阿久比川

## アクセス
- JR武豊線 半田駅から徒歩で約11分。
- 名鉄河和線 知多半田駅から徒歩で約17分。
- 知多バス・半田北部線「市役所前」停留所下車。
- 半田市公共交通バス・地区路線B・瑞穂線（さくらバス）「市役所前」停留所下車。
  - または同路線「山王車・山車蔵前」停留所下車、徒歩2分。
- ジェイアールバス関東・知多シーガル号「半田市役所」停留所下車（東京発知多半田駅行きのみ下車可能）。
- 知多半島道路・知多横断道路 半田中央ICから南東へ、もしくは知多半島道路　半田ICから北東へそれぞれ約4km。
- 駐車場あり：24台